# Ратленд — Мелтон Цикле Классик 2025
18-й выпуск  Ратленд — Мелтон Цикле Классик — шоссейной однодневной велогонки по дорогам английского региона Ист-Мидлендс. Гонка пройдёт 27 апреля 2025 года в рамках Европейского тура UCI 2025 (категория 1.2).

## Участники
На участие гонке претендовало более 45 команд.
| Unknown team category |
|                       |

## Маршрут
Единственная в Великобритании однодневная шоссейная гонка, входящая в календарь UCI, находилась в сложной ситуации из-за уведомления о крупных дорожных работах, которые могли помешать проведению соревнования. Самая продолжительная однодневная международная гонка в британском велоспорте в 2025 году, оказалась под угрозой срыва из-за ограничений на использование дорог, введенных Советом графства Лестершир. Колин Клюз, гоночный директор, выразил разочарование по поводу того, что уведомление о дорожных работах поступило так поздно. Тем не менее, совет округа Ратленд предложил помощь, разрешив провести старт и финиш гонки в Окхэме вместо традиционного финала в центре Мелтона. Поэтому предстояло провести много работы по доработке нового маршрута этой серии гонок.